# اللبنانيون في سوريا
الشعب اللبناني في سوريا هم أشخاص من لبنان أو من أصول لبنانية يعيشون في سوريا. وهناك العديد من الشخصيات البارزة في سوريا من أصل لبناني.

## خلفية
في 1 سبتمبر 1920 أعادت فرنسا تأسيس لبنان الكبير بعد أن أزاحت حكم متصرفية جبل لبنان في عدة مناطق تابعة لإمارة جبل لبنان ومنحها لسوريا.  من الصعب تحديد السكان اللبنانيين بالضبط في سوريا. من حيث العواقب الاجتماعية قدم تقسيم بلاد الشام العديد من المعضلات لسكانها. على سبيل المثال حتى عام 1950 اعتبر الكثير من اللبنانيين الذين ولدوا قبل عام 1920 أنفسهم سوريين هذا هو السبب في أن اللبناني - والمسيحي - فارس الخوري كان قادرًا على تولي منصب رئيس وزراء سوريا في الأربعينيات.  كثيرون ممن تم اعتبارهم لبنانيين بموجب الانتداب الفرنسي عملوا كمعلمين سوريين ورجال أعمال وتجار وغيرهم ولم يميزوا أنفسهم عن السوريين على هذا النحو.  أما بالنسبة لخطوط الحدود فقد كانت وهمية في أعين السكان خاصة بالنسبة لأولئك الذين كانوا يعيشون على جانب أو آخر من الحدود. وبالتالي وجدت عائلة ممتدة أو قبيلة أو عشيرة نفسها مقسّمة بمثل هذه الخطوط فوضعت جزءًا من الأسرة داخل الأراضي السورية، والجزء الآخر داخل لبنان.  بالإضافة إلى ذلك، هناك العديد من البلدات والقرى التي يسكنها مجتمع من حوالي 15000 من الشيعة اللبنانيين الذين عاشوا لعقود من الزمن على الجانب السوري من الحدود التي لم يتم ترسيمها بوضوح في أماكن ولا تخضع لسيطرة سلطات الحدود بالكامل. معظمهم مواطنون لبنانيون رغم أن بعضهم يحملون جنسية مزدوجة أو هم مواطنون سوريون فقط. 

## الانتماءات الدينية
الشعب اللبناني في سوريا هم في الغالب لبنانيون من الشيعة الإثني عشرية ولبنانيين مسيحيين ( الأرثوذكس اليونانيين ، الملكيين، الموارنة ، البروتستانت ) مع أقلية صغيرة تنتمي إلى الإسلام السني في لبنان .
وبشكل أكثر تحديداً ينتمي معظم اللبنانيين داخل أراضي سوريا إما إلى الإسلام الشيعي الإثني عشرى أو المسيحية الأرثوذكسية اليونانية أو الماروني.
اللبنانيون الإثنا عشرية أو الإمامية في سوريا يبلغ عددهم حوالي 750.000 أو 3٪ من سكان سوريا. في دمشق يوجد لبنانيين إثني عشرية / إماميون يعيشون بالقرب من مواقع الحج الشيعية لا سيما في العمارة - بالقرب من الجامع الأموي ومسجد السيدة رقية ، وحول مسجد السيدة زينب . موقع آخر مهم هو مقبرة باب الصغير . لدى الشيعة الإثني عشرية في سوريا روابط وثيقة مع الشيعة اللبنانيين الإثني عشرية.  كما يوجد شيعة في قرى في محافظات إدلب وحمص وحلب . وبشكل أكثر تحديدًا يقع الجيب اللبناني الشيعي على الجانب السوري من الحدود بالقرب من مدينة حمص الوسطى وعبر الهرمل وهي منطقة يغلب على سكانها الشيعة في شمال شرق لبنان. 
نتيجة للحرب الأهلية السورية عاد العديد من اللبنانيين من سوريا وبشكل رئيسي مواطنين لبنانيين وسوريين واستمروا في العودة إلى لبنان.   كثيرون منهم مواطنون مزدوجون من القرى اللبنانية على الحدود والتي يغلب على سكانها المذهب الشيعة فقط داخل سوريا حيث يقال إن القرويين يحملون الجنسية اللبنانية.  كما يحاول الشيعة اللبنانيون الدفاع عن منطقة الشيعة اللبنانيين حول الحرم الشيعي المقدس للسيدة زينب التي سميت باسم حفيدة النبي محمد (صلى الله عليه وسلم) جنوب دمشق.  لسوء الحظ يتم استخدام النزاع حول هذه المناطق الحدودية مع الأقليات اللبنانية لزيادة تداعيات الحرب الأهلية السورية في لبنان.

## المشاهير
- فارس الخوري - رجل دولة سوري من أصل لبناني
- كوليت خوري - روائية وشاعرة